# Zopherus parvicollis
Zopherus parvicollis es una especie de coleóptero de la familia Zopheridae.

## Distribución geográfica
Habita en California (Estados Unidos).